# バッチャン家

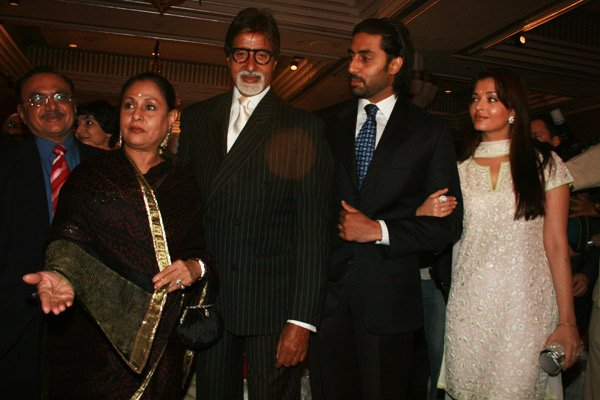
バッチャン家（左からジャヤー、アミターブ、アビシェーク、アイシュワリヤー

バッチャン家（バッチャンけ、Bachchan family）は、インドのボリウッド映画で活動する俳優一家。一家の主はアミターブ・バッチャン。主な家族としてアミターブの父ハリヴァンシュ・ラーイ・バッチャン、母テージ・バッチャン、妻ジャヤー・バッチャン（女優）、娘シュウェータ・バッチャン・ナンダ、息子アビシェーク・バッチャン、アビシェークの妻アイシュワリヤー・ラーイ・バッチャンがいる。アミターブとアイシュワリヤーは2007年にタイム誌の「最も影響力があるインド人」に選ばれている。カプール家とは縁戚関係にある。

## 概要
バッチャン家はペルシア語や複数のヒンドゥスターニー語（アワディー語、ヒンディー語、ウルドゥー語）に精通したカーストの出身である。アミターブは詩人ハリヴァンシュとテージの息子として生まれ、女優ジャヤーと結婚して娘シュウェータと息子アビシェークをもうける。シュウェータはラージ・カプールの孫、リトゥ・ナンダの息子であるニキール・ナンダと結婚し、バッチャン家はカプール家と縁戚関係を結んだ。一方、アビシェークはアイシュワリヤーと結婚し、娘アーラディアをもうけた。一家はムンバイにある2つの屋敷に居住しており、この屋敷は「Jalsa Bungalow」と呼ばれている。アミターブの兄弟アジターブには1男3女がおり、次女ナイナはクナル・カプールと結婚している。

## バッチャン家の一覧
- アミターブ・バッチャン - 一家の当主。俳優。
- ハリヴァンシュ・ラーイ・バッチャン（英語版） - アミターブの父。詩人。
- テージ・バッチャン（英語版） - アミターブの母。社会活動家。
- ジャヤー・バッチャン - アミターブの妻。女優、政治家。
- シュウェータ・バッチャン・ナンダ（英語版） - アミターブの娘。作家、ジャーナリスト。
- アビシェーク・バッチャン - アミターブの息子。俳優。
- アイシュワリヤー・ラーイ・バッチャン - アビシェークの妻。女優、モデル。